# Simulium innocens
Simulium innocens es una especie de insecto del género Simulium, familia Simuliidae, orden Diptera.
Fue descrita científicamente por Shewell, 1952.